# 三尸

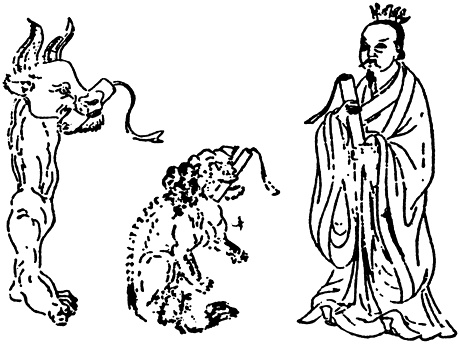
唐代の中国の書『太上除三尸九虫保生経』にある三尸の画。向かって右から順に上尸、中尸、下尸。

三尸（さんし）とは、道教に由来するとされる人間の体内にいると考えられていた虫。三虫（さんちゅう）三彭（さんほう）伏尸（ふくし）尸虫（しちゅう）尸鬼（しき）尸彭（しほう）ともいう。
60日に一度めぐってくる庚申（こうしん）の日に眠ると、この三尸が人間の体から抜け出し天帝にその宿主の罪悪を告げ、その人間の寿命を縮めると言い伝えられ、そこから、庚申の夜は眠らずに過ごすという風習が行われた。一人では夜あかしをして過ごすことは難しいことから、庚申待（こうしんまち）の行事がおこなわれる。
日本では平安時代に貴族の間で始まり、民間では江戸時代に入ってから地域で庚申講（こうしんこう）とよばれる集まりをつくり、会場を決めて集団で庚申待をする風習がひろまった。
道教では人間に欲望を起こさせたり寿命を縮めさせるところから、仙人となる上で体内から排除すべき存在としてこれを挙げている。

## 概要
上尸・中尸・下尸の3種類があり、人間が生れ落ちるときから体内にいるとされる。『太上三尸中経』の中では大きさはどれも2寸ばかりで、小児もしくは馬に似た形をしているとあるが、3種ともそれぞれ別の姿や特徴をしているとする文献も多い。
病気を起こしたり、庚申の日に体を抜け出して寿命を縮めさせたりする理由は、宿っている人間が死亡すると自由になれるからである。葛洪の記した道教の書『抱朴子』（4世紀頃）には、三尸は鬼神のたぐいで形はないが宿っている人間が死ねば三尸たちは自由に動くことができ又まつられたりする事も可能になるので常に人間の早死にを望んでいる、と記され、『雲笈七籤』におさめられている『太上三尸中経』にも、宿っている人間が死ねば三尸は自由に動き回れる鬼（き）になれるので人間の早死にを望んでいる、とある。
三尸を駆除することを消遣（しょうけん）という。
日本では、『大清経』を典拠とした三尸を避ける呪文が引かれており、『庚申縁起』などに採り入れられ広まった。その中に「彭侯子・彭常子・命児子」という語が見られる。また、三尸が体から抜け出ないように唱えるまじない歌に、「しし虫」「しゃうけら」「しゃうきら」「そうきゃう」などの語が見られ、絵巻物などに描かれる妖怪の「しょうけら」と関係が深いと見られている。

### 上尸（じょうし）
彭踞（ほうきょ）青姑（せいこ）青古（せいこ）青服（せいふく）阿呵（あか）蓋東（がいとう）とも呼ばれる。色は青または黒。
人間の頭の中、つまりは脳に居り、首から上の病気を引き起こしたり、大食を好ませたりする。
『太上除三尸九虫保生経』では道士の姿で描かれる。

### 中尸（ちゅうし）
彭躓（ほうしつ）白姑（はくこ）白服（はくふく）作子（さくし）彭侯（ほうこう）とも呼ばれる。色は白または青、黄。
人間の腹の中に居り、臓器の病気を引き起こしたり、宝貨を好ませたりする。
『太上除三尸九虫保生経』では獣の姿で描かれる。

### 下尸（げし）
彭蹻（ほうきょう）血姑（けつこ）血尸（けつし）赤口（しゃっこう）委細（いさい）蝦蟆（がま）とも呼ばれる。白または黒。
人間の足の中に居り、腰から下の病気を引き起こしたり、淫欲を好ませたりする。
『太上除三尸九虫保生経』では牛の頭に人の足の姿で描かれる。

## 変遷
道教では、唐から宋の時代にかけてほぼ伝承として固定化された。『抱朴子』の三尸には特に3体であるという描写は無く、のちに三尸という名称から3体存在すると考えるようになったのではないかともいわれている。
『瑯邪代酔篇』など、庚申のほかに甲子（あるいは甲寅）の日にも三尸が体から抜け出るという説をのせている書籍も中国にはある。庚申と甲子は道教では北斗七星のおりてくる日とされており、関連があったとも考えられる。
日本で庚申待と呼ばれるものは中国では「守庚申」「守庚申会」と言われており、仏教と結びついて唐の時代の中頃から末にかけて広がっていったと考えられる。平安時代に貴族たちの間で行われていたものは中国の「守庚申」にかなり近いものであった。清の時代にかけては行事の中での三尸や道教色は薄れて観音への信仰が強く出ていった。